# Mikroźródło
Mikroźródło (ang. micro-source) – jednostka wytwórcza generacji rozproszonej (zwykle wyposażona w układy energoelektroniczne) o stosunkowo niewielkiej mocy, nieprzekraczającej zazwyczaj 50 kW. Mikroźródła wraz z odbiorami tworzą mikrosieci energii elektrycznej. 
Do mikroźródeł zaliczyć można następujące jednostki o niewielkich mocach rzędu kilowatów:
- elektrownie słoneczne – przydomowe,
- małe elektrownie wiatrowe,
- małe elektrownie wodne,
- agregaty z silnikami gazowymi na biogaz lub gaz ziemny,
- mikroturbiny na biogaz lub gaz ziemny,
- agregaty z silnikami Diesla opalane olejem napędowym lub rzepakowym,
- ogniwa paliwowe.

## Mikroinstalacja
Według ustawy o odnawialnych źródłach energii z dnia 20 lutego 2015 r. (Dz.U. z 2024 r. poz. 1361): mikroinstalacja – jest to instalacja odnawialnego źródła energii o łącznej zainstalowanej mocy elektrycznej nie większej niż 50 kW, przyłączona do sieci elektroenergetycznej o napięciu znamionowym niższym niż 110 kV albo o mocy osiągalnej cieplnej w skojarzeniu nie większej niż 150 kW, w której łączna moc zainstalowana elektryczna jest nie większa niż 50 kW. Stan prawny na 04.03.2019 r.